# Metisa canifrons
Metisa canifrons är en fjärilsart som beskrevs av George Francis Hampson 1895. Metisa canifrons ingår i släktet Metisa och familjen säckspinnare. Inga underarter finns listade i Catalogue of Life.